# Gullspångs IF
Gullspångs IF är en idrottsförening från Gullspång, ca åtta mil söder om Karlstad. Föreningen är mest känd för att vara Olof Mellbergs moderklubb.